# Verkiezingen in het Verenigd Koninkrijk
Er zijn zes types verkiezingen in het Verenigd Koninkrijk:
1. verkiezingen voor het Lagerhuis van het Verenigd Koninkrijk
2. verkiezingen voor gedelegeerde parlementen
3. verkiezingen voor gemeenten
4. verkiezingen voor het Europees Parlement
5. lokale verkiezingen, burgemeestersverkiezingen
6. politie- en misdaad-commissarisverkiezingen.

In elk van deze categorieën kunnen er bij-verkiezingen en ook generale verkiezingen zijn. Verkiezingen worden gehouden op de verkiezingsdag, die meestal op een dinsdag valt. Sinds het invoeren van de Vaste-Termijn Parlementen Wet 2011 (Engels: Fixed-term Parliaments Act 2011) voor generale verkiezingen, worden alle zes de types verkiezingen gehouden na vaste periodes.